# Federico Dimarco
Federico Dimarco (Milánó, 1997. november 10. –) olasz válogatott labdarúgó, hátvéd, jelenleg az Inter játékosa.

## Pályafutása

### Klubcsapatokban
Dimarco az olasz Internazionale Milano akadémiáján nevelkedett; a felnőtt csapatban 2014. december 11-én mutatkozott be egy Qarabağ elleni Európa-liga mérkőzésen; az olasz élvonalban 2015. május 31-én debütált az Empoli csapata ellen, ahol később a 2016–2017-es szezonban kölcsönben futballozott. A 2017–2018-as szezonban a svájci élvoanalbeli Sion labdarúgója volt. 2018 júliusában ismét szerződtette az Intenazionale csapata, amellyel 2022-ben és 2023-ban olasz kupagyőztes lett.

### Válogatott
Többszörös olasz utánpótlás-válogatott; tagja volt a 2013-as U17-es labdarúgó-Európa-bajnokságon, a 2013-as U17-es labdarúgó-világbajnokságon, a 2016-os U19-es labdarúgó-Európa-bajnokságon, a 2017-es U20-as labdarúgó-világbajnokságon és a 2019-es U21-es labdarúgó-Európa-bajnokságon szerepelt olasz csapatoknak. Az olasz felnőtt válogatottban 2022. június 4-én debütált Németország ellen.
2024. június 6-án bekerült a 2024-es labdarúgó-Európa-bajnokságra utazó végleges keretbe.

## Sikerei, díjai
- Internazionale
  - Olasz bajnok: 2023–24
  - Olasz kupa: 2021–22, 2022–23
  - Olasz szuperkupa: 2021, 2022, 2023